# 臭化ニトロシル
臭化ニトロシル（しゅうかニトロシル、英: Nitrosyl bromide）はハロゲン化ニトロシル化合物の一種で、化学式NOBrで表される無機化合物。ハロゲン化ニトロシルはフッ化ニトロシル＞塩化ニトロシル＞臭化ニトロシルの順に安定性が高く、ヨウ化ニトロシルはきわめて不安定である。

## 合成
二酸化窒素と臭化カリウムから合成できる。
{\displaystyle {\ce {2NO2\ + KBr -> NOBr\ + KNO3}}}
一酸化窒素と臭素との直接反応では、NOBr3とNOBrの混合物が生じる。室温以下ではNOBr3、40℃を超えるとNOBrが主となる。
{\displaystyle {\ce {2NO\ + 3Br2 <-> 2NOBr3 <-> 2NOBr\ + Br2}}}